# Cao lương đỏ (phim)
Cao lương đỏ là một bộ phim Trung Quốc phát hành năm 1988, kể về cuộc đời của một phụ nữ trẻ làm việc trong xưởng chưng cất rượu cao lương. Phim dựa trên hai phần đầu tiên của cuốn tiểu thuyết Cao lương đỏ của nhà văn đoạt giải Nobel Mạc Ngôn.
Bộ phim là tác phẩm đầu tay của đạo diễn Trương Nghệ Mưu và cũng đánh dấu lần đầu ra mắt làng điện ảnh của ngôi sao Củng Lợi. Nhờ sự mô tả sống động và đầy sức sống về cuộc sống nông dân, bộ phim ngay lập tức đưa Trương Nghệ Mưu lên đứng đầu trong số các đạo diễn Thế hệ thứ Năm của điện ảnh Hoa ngữ. "Cao lương đỏ" đã đoạt giải Gấu Vàng tại Liên hoan phim quốc tế Berlin lần thứ 38, cũng là phim Hoa ngữ đầu tiên giành giải thưởng danh giá này.

## Nội dung
"Cao lương đỏ" lấy bối cảnh là miền quê Cao Mật tỉnh Sơn Đông cằn cỗi và nghèo khó vào thập niên 20 - 30 của thế kỷ 20. Cửu Nhi vốn là một cô gái trẻ trung xinh đẹp nhưng lại bị bố mẹ gả cho ông chủ một xưởng rượu để trả nợ. Ngày được gả đi, Cửu Nhi đã gặp Dư Chiêm Ngao, một phu kiệu khỏe mạnh. Anh cũng là người đã cứu cô trong vụ cướp khi cô đi đến nhà chồng.
Ngày thứ ba sau khi được gả đi, Cửu Nhi trở về nhà mẹ đẻ. Nhưng khi đi qua ruộng cao lương đỏ, Cửu Nhi đã bị Dư Chiêm Ngao bắt cóc và khiến cho cô mang thai. Sau sự việc này, Dư Chiêm Ngao biến mất, còn Cửu Nhi về nhà chồng và được tin chồng đã qua đời một cách bí ẩn. Xưởng rượu nhà chồng không có người thừa kế, Cửu Nhi khuyên nhủ mọi người ở lại cùng cô làm việc, cùng cô đưa rượu Cao Mật được biết đến rộng rãi hơn. Nhưng rồi Dư Chiêm Ngao trở về, nói với mọi người về mối quan hệ giữa anh và Cửu Nhi khiến cô rất xấu hổ, còn kêu người đuổi anh ra khỏi nhà.
Dư Chiêm Ngao không hề quan tâm cho đến khi Cửu Nhi bị bắt cóc và được chuộc trở về. Anh đã đi tìm tên thủ lĩnh thổ phỉ vì nghĩ hắn đã cưỡng bức Cửu Nhi nhưng không phải. Dư Chiêm Ngao tức giận liền cho nước tiểu vào rượu, nào ngờ rượu lại ngon hơn bình thường khiến rượu trở nên nổi tiếng, đem lại thu nhập cho người dân ở đây.
Chiến tranh nổ ra, quân lính Nhật bắt đầu tấn công vào vùng quê hẻo lánh này. Chúng đã giết La Hán - người bạn rất thân thiết của Cửu Nhi. Cô kêu gọi mọi người trả thù cho anh. Khi Cửu Nhi mang cơm đến cho những người đang lẩn trốn trong cánh rừng cao lương đỏ để phục kích thì quân Nhật đến. Bọn chúng giết chết Cửu Nhi, cùng những người dân có một cuộc chiến đẫm máu. Cuối cùng chỉ còn lại Dư Chiêm Ngao cùng con trai của anh và Cửu Nhi còn sống.

## Phân vai
- Củng Lợi vai Cửu Nhi ("Bà tôi")
- Khương Văn vai Dư Chiêm Ngao ("Ông tôi")
- Kế Xuân Hoa vai Thủ lĩnh thổ phỉ Thốc Tam Pháo
- Đằng Nhữ Tuấn vai La Hán
- Lưu Kế vai "Cha tôi"

## Sản xuất

### Chuyển thể kịch bản
Đội chuyển thể kịch bản gồm Trần Kiếm Vũ, Châu Vĩ và Mạc Ngôn - tác giả tiểu thuyết gốc. nhà văn Mạc Ngôn từng cho biết mình không có yêu cầu gì về việc nội dung kịch bản phải xây dựng sát nguyên tác, và ban đầu cũng không muốn tham gia viết kịch bản. Tuy nhiên đạo diễn Trương Nghệ Mưu đã ra sức mời ông vì trong truyện có liên quan đến một số thứ thuộc về văn hóa dân gian. Vì thế Mạc Ngôn đã nhận lời.

### Tìm bối cảnh
Ban đầu Mạc Ngôn hết sức phản đối khi biết đạo diễn Trương Nghệ Mưu chọn vùng Cao Mật để quay ngoại cảnh, bởi ông lựa chọn nơi này làm bối cảnh tiểu thuyết vì đây là nơi mà ông bà ông từng sinh sống khi còn trẻ, chứ trên thực tế bản thân ông chưa tới đó bao giờ. Thế nhưng Trương Nghệ Mưu vẫn kiên quyết giữ lập trường.
Mùa hè năm 1987, Mạc Ngôn theo bức điện liên lạc của Trương Nghệ Mưu đi tới Cao Mật nhưng chỉ thấy những cánh đồng cao lương bị hạn hán còi cọc và phủ đầy rệp. Để giúp đỡ đoàn làm phim, chủ tịch huyện Cao Mật đã đồng ý phê duyệt cung cấp cho đoàn 5 tấn phân bón, ngoài ra còn cho tổ chức một buổi họp về việc trồng cây cao lương.

## Phong cách
"Cao lương đỏ" được kể lại theo góc nhìn từ người cháu trai của hai nhân vật chính trong phim. Tuy nhiên, khác với một bộ phim sử dụng thủ pháp kể chuyện tương tự của Trương Nghệ Mưu sau này là Đường về nhà, ở "Cao lương đỏ" khán giả không bao giờ thấy mặt người kể chuyện.
Kỹ thuật quay phim của nhà quay phim Cố Trường Vệ sử dụng những màu sắc đậm và phong phú. Bản thân Trương Nghệ Mưu từng là một nhà quay phim trước khi chuyển sang vai trò đạo diễn nên đã hợp tác rất sát sao với Cố Trường Vệ. Việc sử dụng màu đỏ thể hiện sức sống dồi dào của những cánh đồng cao lương cũng như phong cách cá nhân của đạo diễn.

## Đón nhận
Sau khi phát hành, "Cao lương đỏ" được cộng đồng điện ảnh quốc tế đón nhận nồng nhiệt, đáng chú ý nhất là giải Gấu vàng - giải thưởng cao nhất tại Liên hoan phim quốc tế Berlin thứ 38 diễn ra năm 1988. Phim cũng đoạt giải "Phim hay nhất" của cả hai giải thưởng danh giá và uy tín nhất tại Trung Quốc đại lục: Giải Bách Hoa và Giải Kim Kê.

## Thành tựu

### Giải thưởng và đề cử
| Năm  | Tên                             | Hạng mục                           | Người/Phim đề cử | Kết quả   |
| ---- | ------------------------------- | ---------------------------------- | ---------------- | --------- |
| 1988 | Liên hoan phim quốc tế Berlin   | Gấu Vàng                           | Cao lương đỏ     | Đoạt giải |
| 1988 | Giải Bách Hoa                   | Phim hay nhất                      | Cao lương đỏ     | Đoạt giải |
| 1988 | Giải Kim Kê                     | Phim hay nhất                      | Cao lương đỏ     | Đoạt giải |
| 1988 | Giải Kim Kê                     | Âm thanh xuất sắc nhất             | Cao lương đỏ     | Đoạt giải |
| 1988 | Giải Kim Kê                     | Quay phim xuất sắc nhất            | Cố Trường Vệ     | Đoạt giải |
| 1988 | Giải Kim Kê                     | Đạo diễn xuất sắc nhất             | Trương Nghệ Mưu  | Đề cử     |
| 1988 | Giải Kim Kê                     | Nam diễn viên xuất sắc nhất        | Khương Văn       | Đề cử     |
| 1988 | Giải Kim Kê                     | Âm nhạc xuất sắc nhất              | Triệu Quý Bình   | Đoạt giải |
| 1988 | Giải Kim Kê                     | Chỉ đạo nghệ thuật xuất sắc nhất   | Yang Gang        | Đề cử     |
| 1988 | Liên hoan phim Sydney           | Giải của nhà phê bình              | Cao lương đỏ     | Đoạt giải |
| 1988 | Liên hoan phim quốc tế Zimbabwe | Phim hay nhất                      | Cao lương đỏ     | Đoạt giải |
| 1988 | Liên hoan phim quốc tế Zimbabwe | Thành tựu nghệ thuật xuất sắc nhất | Cao lương đỏ     | Đoạt giải |
| 1988 | Liên hoan phim quốc tế Zimbabwe | Đạo diễn xuất sắc nhất             | Trương Nghệ Mưu  | Đoạt giải |

### Bình chọn
- Tạp chí Time Out - 100 phim Trung Quốc đại lục hay nhất: hạng 12